# Autoridade Nacional dos Minerais

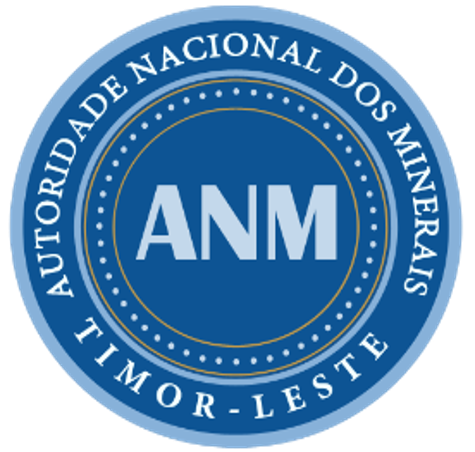
Autoridade Nacional dos Minerais

Die Autoridade Nacional dos Minerais (ANM, deutsch Nationale Behörde für Mineralien beziehungsweise „Bodenschätze“) ist eine staatliche Behörde des Ministeriums für Erdöl und Mineralien Osttimors. Ihren Sitz hat die ANM in der Aldeia Fomento II in der Landeshauptstadt Dili.
Die ANM und die Autoridade Nacional do Petróleo (ANP) entstanden aus der Aufspaltung der Autoridade Nacional do Petróleo e Minerais (ANPM) durch die IX. Regierung unter Premierminister Xanana Gusmão.
Die ANM wurde mit dem Gesetz 63/2023 vom 6. September 2023 geschaffen. Sie ist eine juristische Person des öffentlichen Rechts in Form einer Anstalt des öffentlichen Rechts mit Rechtspersönlichkeit, Verwaltungs- und Finanzautonomie, einem Haushalt und eigenem Vermögen, deren Aufgabe es ist, als Regulierungsbehörde für den Sektor der mineralischen Ressourcen unter strikter Einhaltung der Bestimmungen dieses Gesetzesdekrets und anderer Rechtsvorschriften zu fungieren. Ihre Befugnisse sind auf den regulierten Sektor beschränkt und beschränken sich auf die Festlegung von technischen Betriebsnormen, administrativen Anforderungen oder die Regelung der Nichteinhaltung beider, in strikter Abhängigkeit von und unter Einhaltung der geltenden Gesetze, insbesondere auch im Sinne von Artikel 157 Absatz 2 des Bergbaugesetzes.
Im Rahmen ihrer Befugnisse regelt, vergibt, kontrolliert und überwacht die ANM wirtschaftliche Aktivitäten im Zusammenhang mit mineralischen Ressourcen im Einklang mit der Politik der Regierung:
- Förderung einer umsichtigen Verwaltung und effizienten Nutzung der Bodenschätze;
- Erteilung von Lizenzen, Genehmigungen und Gutscheinen sowie Abschluss von Verträgen mit natürlichen und juristischen Personen zur Durchführung von Bergbautätigkeiten in Übereinstimmung mit dem Bergbaugesetzbuch und anderen geltenden ergänzenden Gesetzen und Vorschriften und unbeschadet der Befugnisse, die anderen Einrichtungen und Behörden übertragen wurden;
- Überwachung der Einhaltung der für den Bergbau und die damit verbundenen Tätigkeiten geltenden Gesetze und Vorschriften, wobei er für die regelmäßige Überwachung der Konzessionsgebiete und anderer Gebiete, in denen zu diesem Zweck Arbeiten und Tätigkeiten durchgeführt werden, zuständig ist;
- Durchführung von Inspektionen, einschließlich Umweltinspektionen von mineralischen Betrieben, und Audits gemäß dem Bergbaugesetz und anderen geltenden Gesetzen und Vorschriften in den Konzessionsgebieten, an Standorten, in Gebäuden, Anlagen und Ausrüstungen, in denen oder durch die Bergbauarbeiten und damit verbundene Tätigkeiten durchgeführt werden, und Genehmigung interner Vorschriften zur Regelung der Durchführung solcher Inspektionen und Audits;
- Organisation und Vorbereitung von Sanktionsverfahren und Verhängung von Bußgeldern und anderen zusätzlichen Maßnahmen und Sanktionen bei Verstößen gegen die geltenden ergänzenden Gesetze und Vorschriften;
- Organisation, Verwaltung und Führung eines Bergbauregisters zur Aufzeichnung von Informationen über den Bergbau in Übereinstimmung mit dem Bergbaugesetz und anderen geltenden ergänzenden Gesetzen und Vorschriften;
- Beratung der Regierung in allen Fragen im Zusammenhang mit mineralischen Ressourcen und damit verbundenen Sektoren und Aktivitäten, einschließlich der Abgabe von Stellungnahmen und Empfehlungen zur Verwaltung und effizienten Nutzung mineralischer Ressourcen, der Einstufung bestimmter Mineralien als strategische Mineralien und der Verhängung von Sondermaßnahmen im Falle eines nationalen Notstands sowie der Preispolitik;
- Sicherstellung, dass alle im Bergbau eingesetzten Ausrüstungen den geltenden ergänzenden Gesetzen und Vorschriften sowie den besten Praktiken der Branche entsprechen;
- Einrichtung von Sicherheitszonen und Zonen mit Zugangsbeschränkungen, um die Sicherheit des Bergbaubetriebs zu gewährleisten;
- Ersuchen an die Regierung, die Enteignung von Land und anderen für den Bergbaubetrieb erforderlichen Vermögenswerten für gemeinnützig zu erklären;
- alle anderen Angelegenheiten im Zusammenhang mit der Regulierung und Überwachung des Sektors der Bodenschätze;
- Ausübung anderer Befugnisse und Funktionen, die ihr durch Gesetz oder Verordnung zugewiesen sind, einschließlich der im Bergbaugesetz vorgesehenen;
- Organisation der Erteilung von Umweltlizenzen für den Bergbau in Übereinstimmung mit den geltenden Vorschriften und Gesetzen.